# Deleni (Băgaciu), Mureș
Deleni, mai demult Șaroșul Unguresc, Șaroș, Șaroș-Sonde (în maghiară Magyarsáros, Kismagyarsáros, Kissáros, Sáros, în germană Kleinfarken, Kleinferken, Schärschken) este un sat în comuna Băgaciu din județul Mureș, Transilvania, România.

## Populație
Conform Recensământului din anul 2022 populația localității era de 1.220 locuitori. 

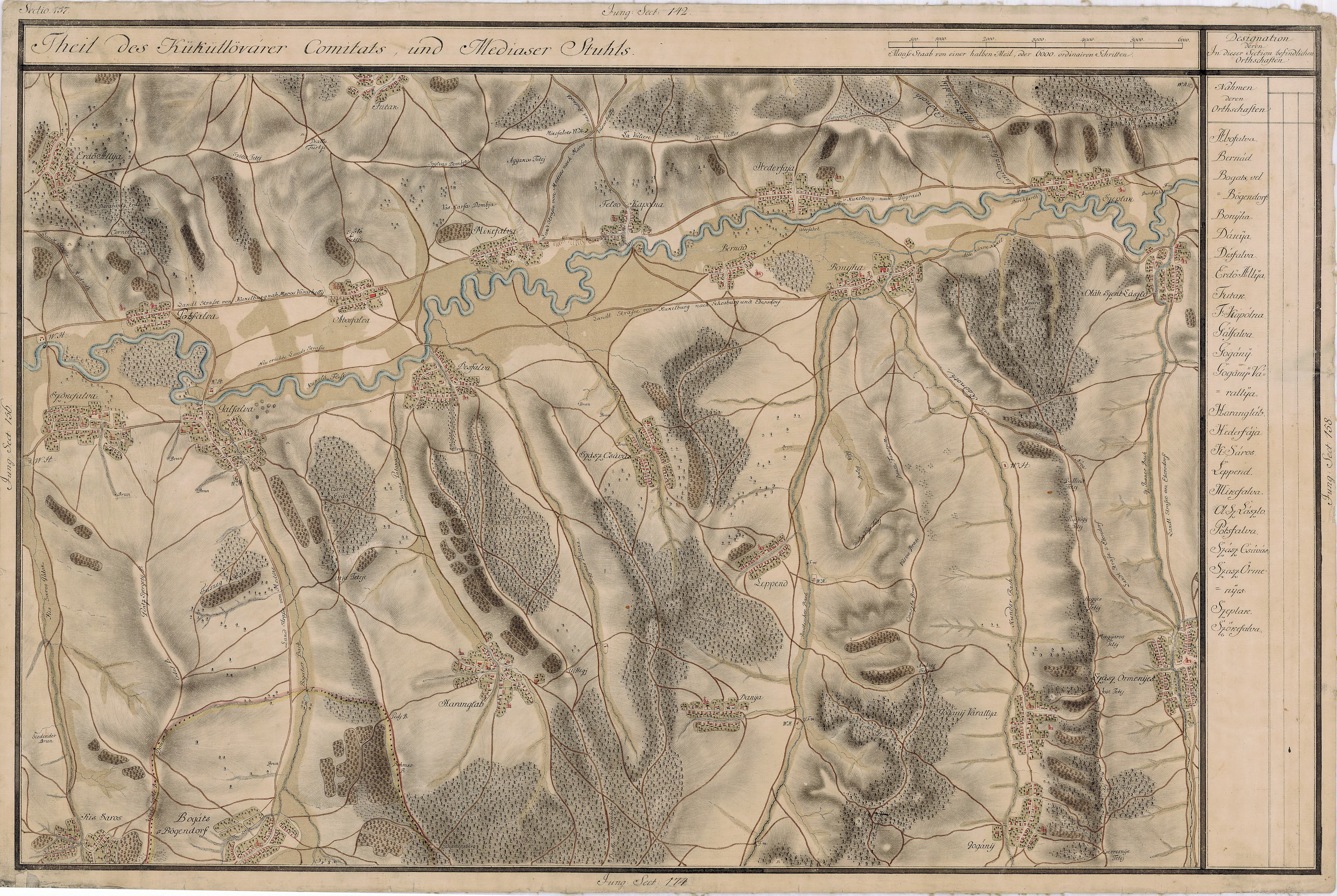
Deleni pe Harta Iosefină a Transilvaniei, 1769-73

## Lăcașuri de cult
În această localitate se găsește o Biserică Unitariană cu clopotniță din anul 1600.
Biserica Ortodoxă cu Hramul Sfinții Ilie Iorest și Sava Brancovici având piatra de temelie realizată în anul 1974. 

## Diverse
Despre izvoarele sărate însoțite de emanații gazeifere din satul Deleni (Kis Sáros) relatează František Pošepný în lucrarea sa publicată în anul 1871.

## Galerie de imagini

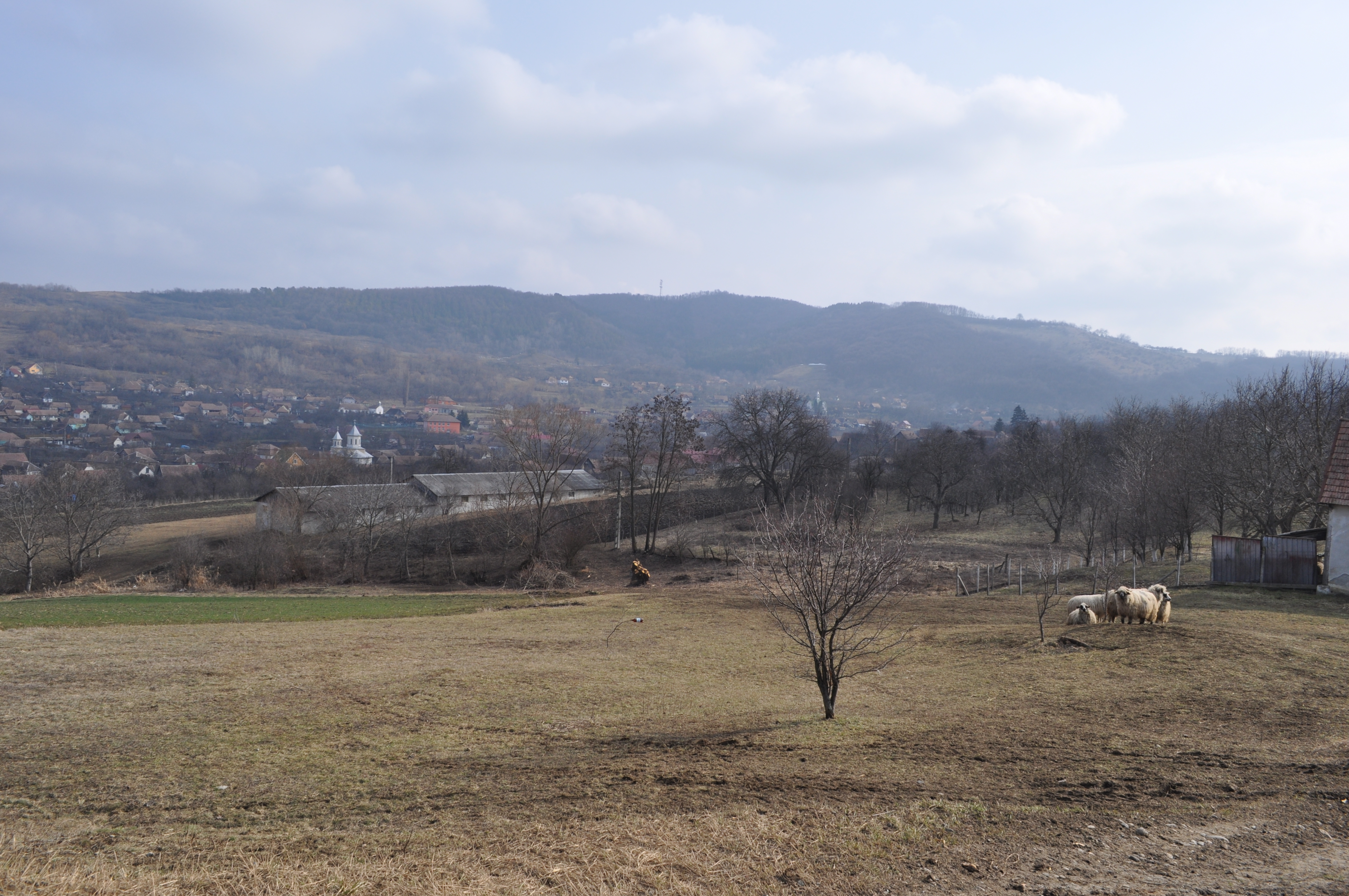
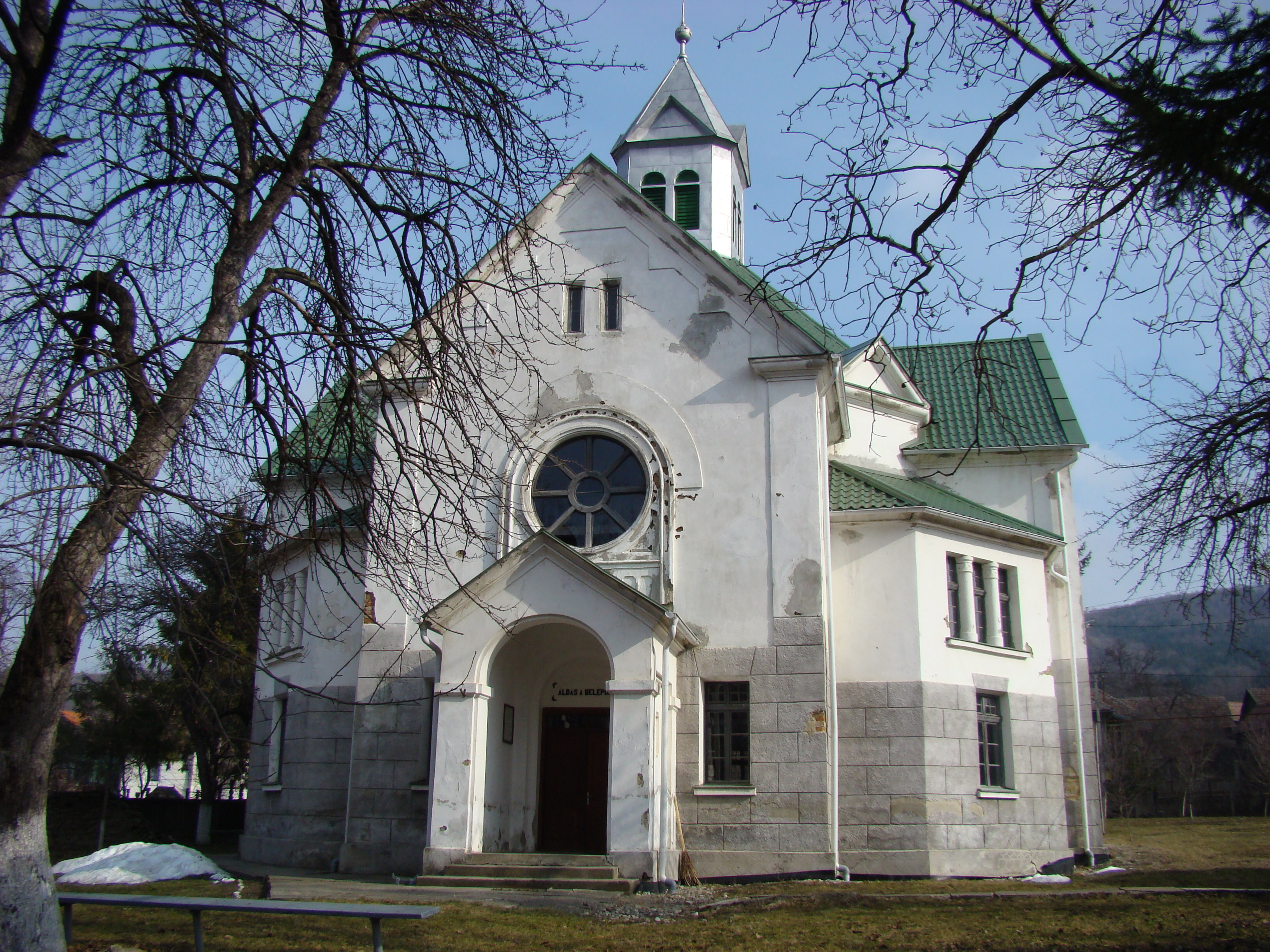
Biserica unitariană
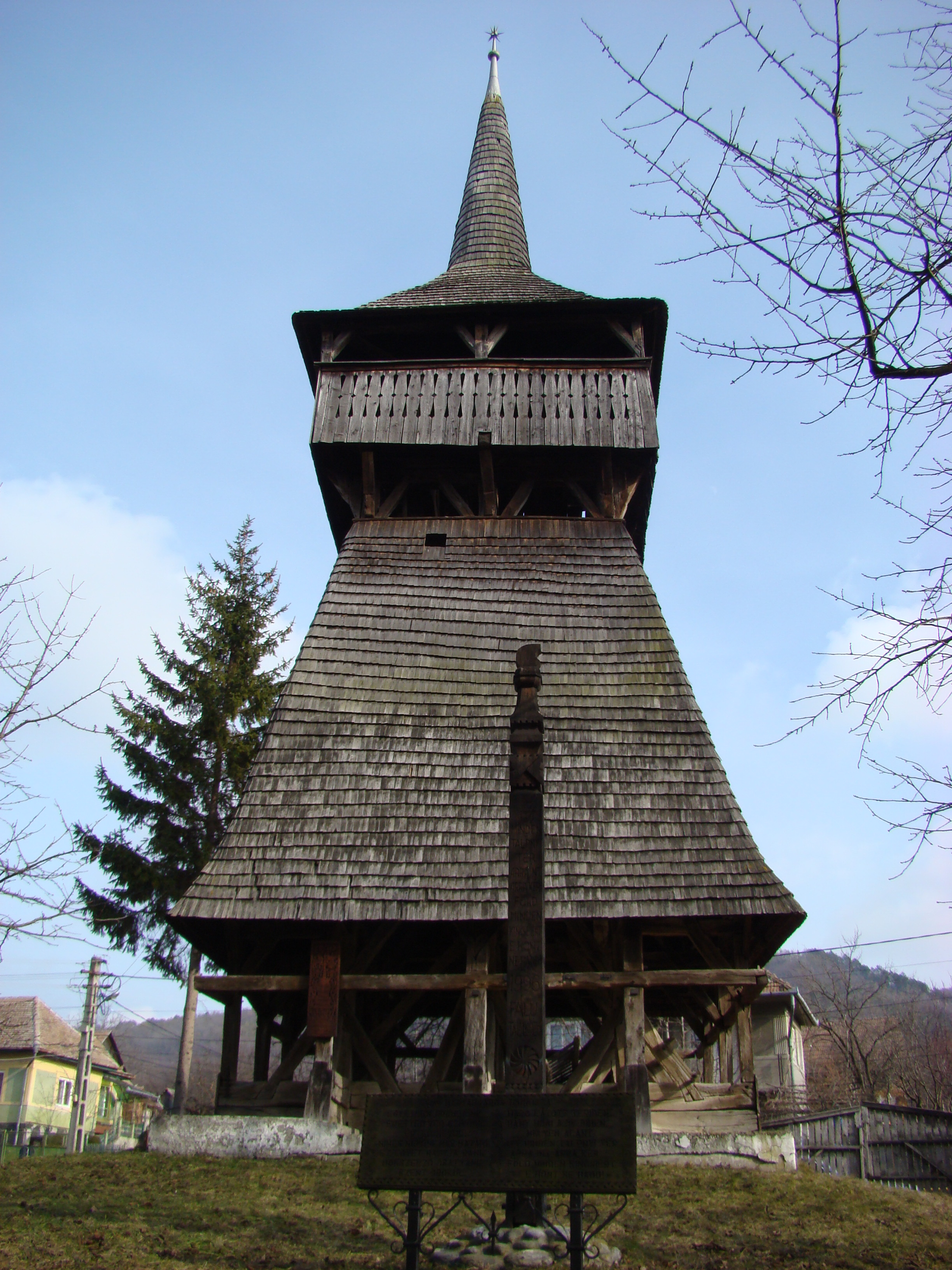
Clopotnița de lemn a bisericii unitariene, monument istoric
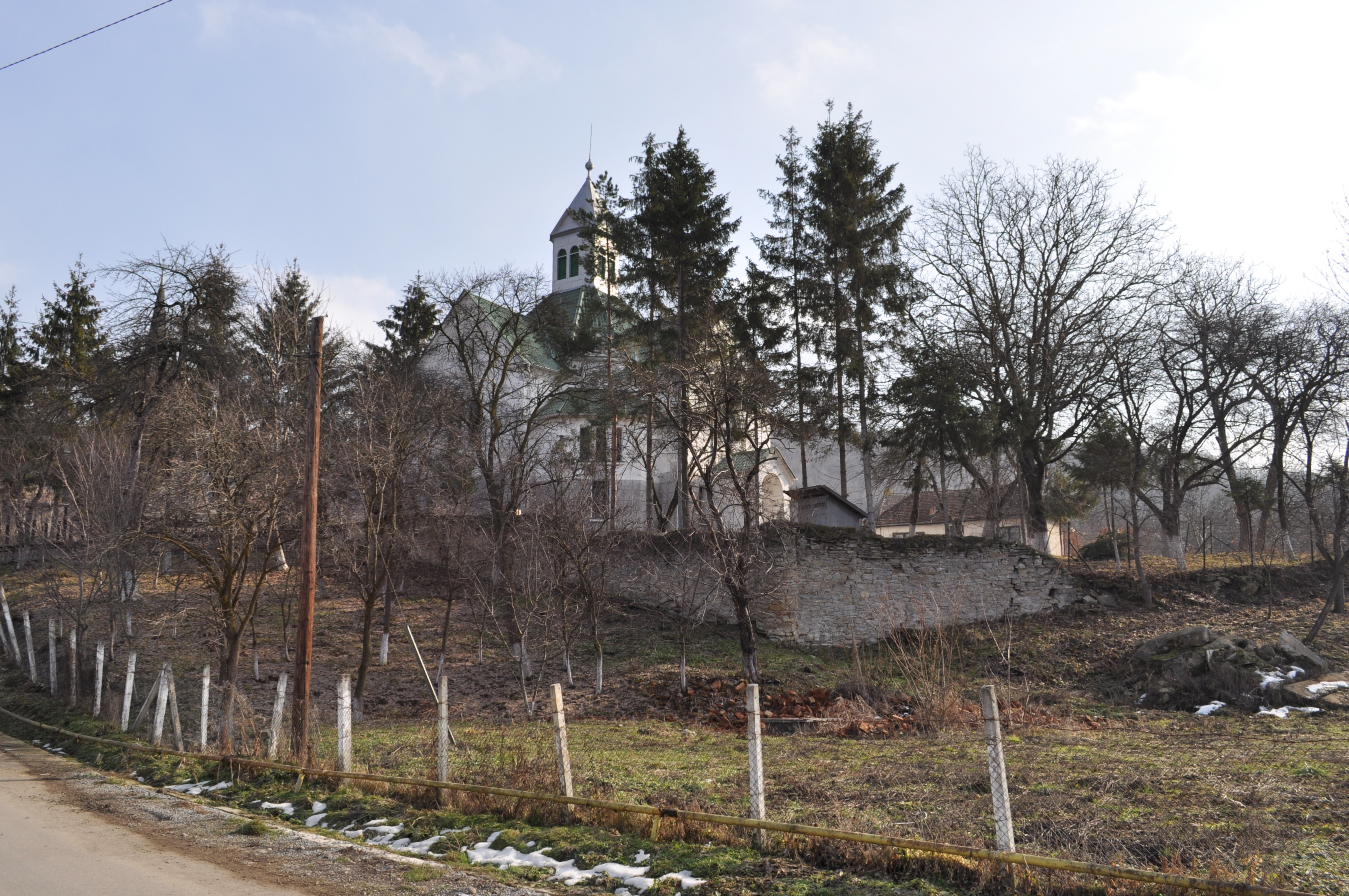
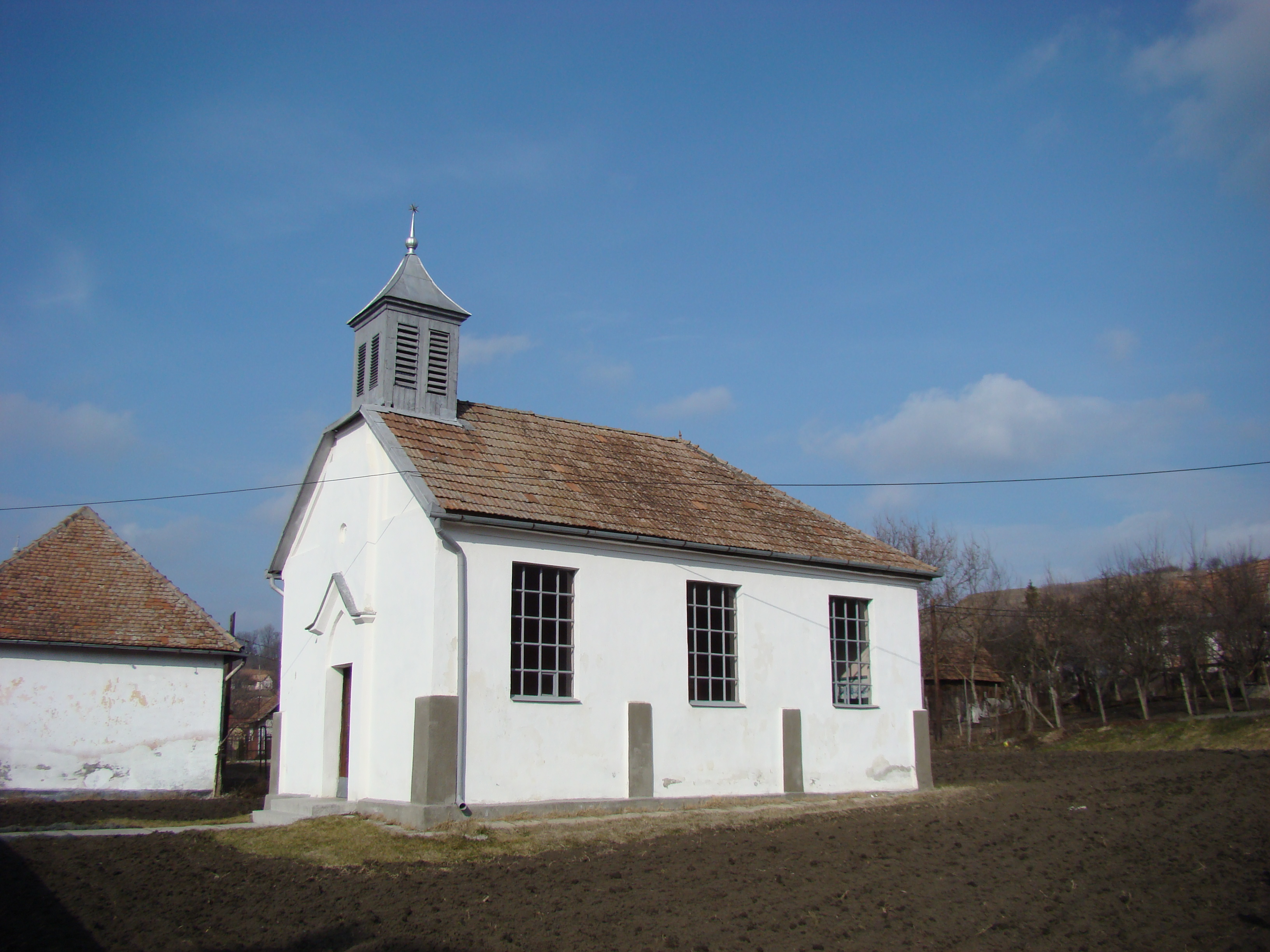
Biserica reformată
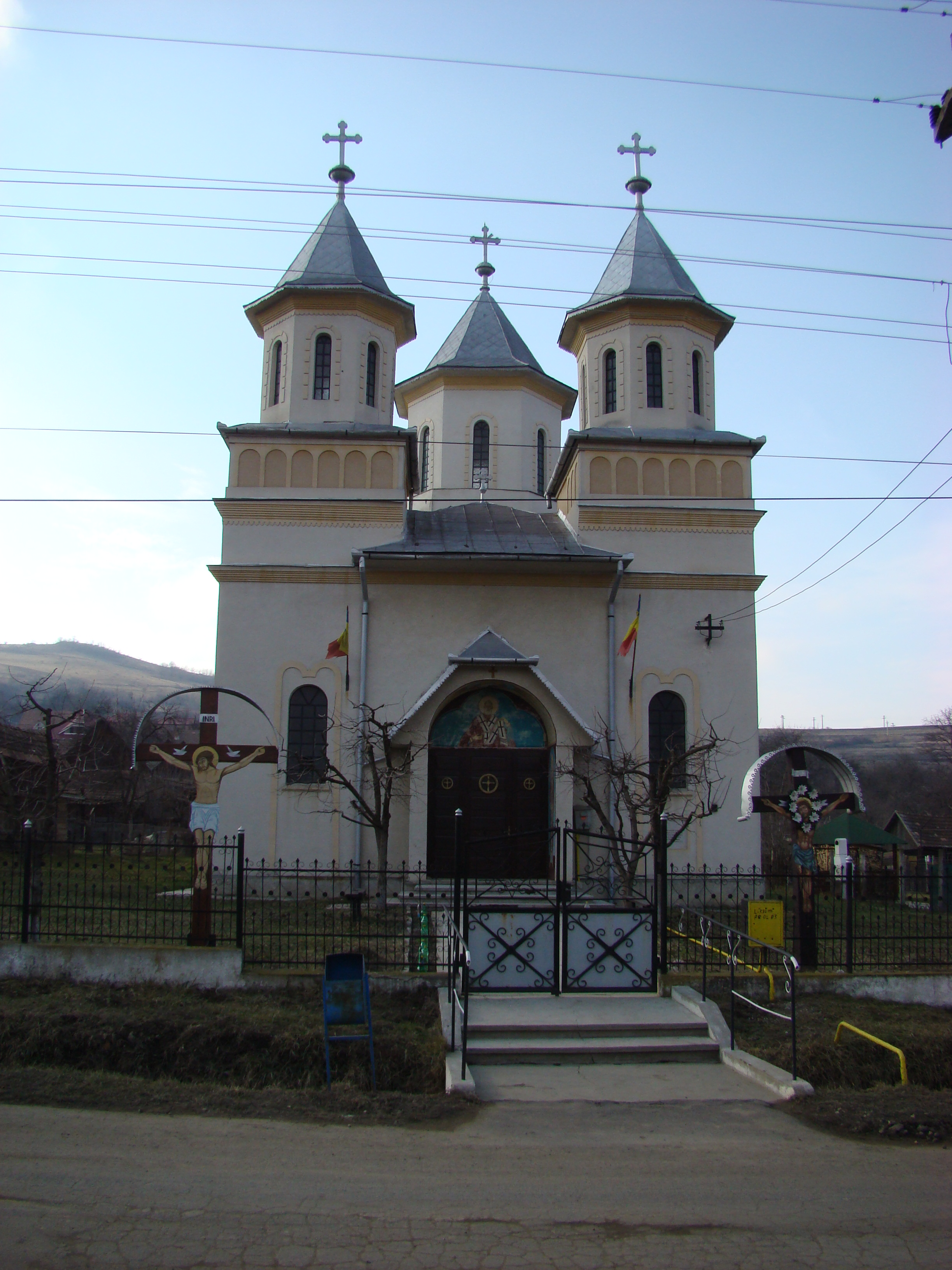
Biserica ortodoxă
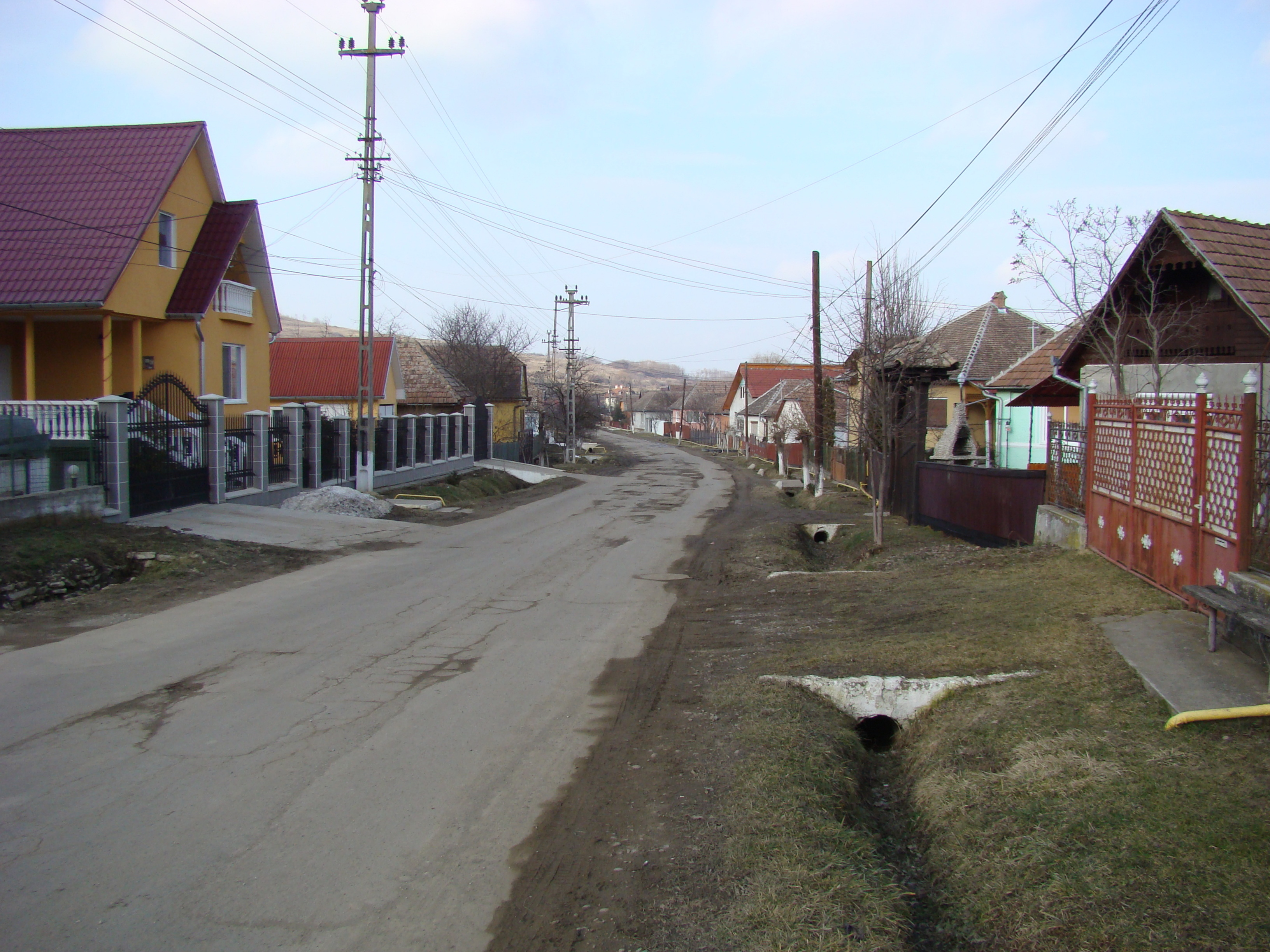
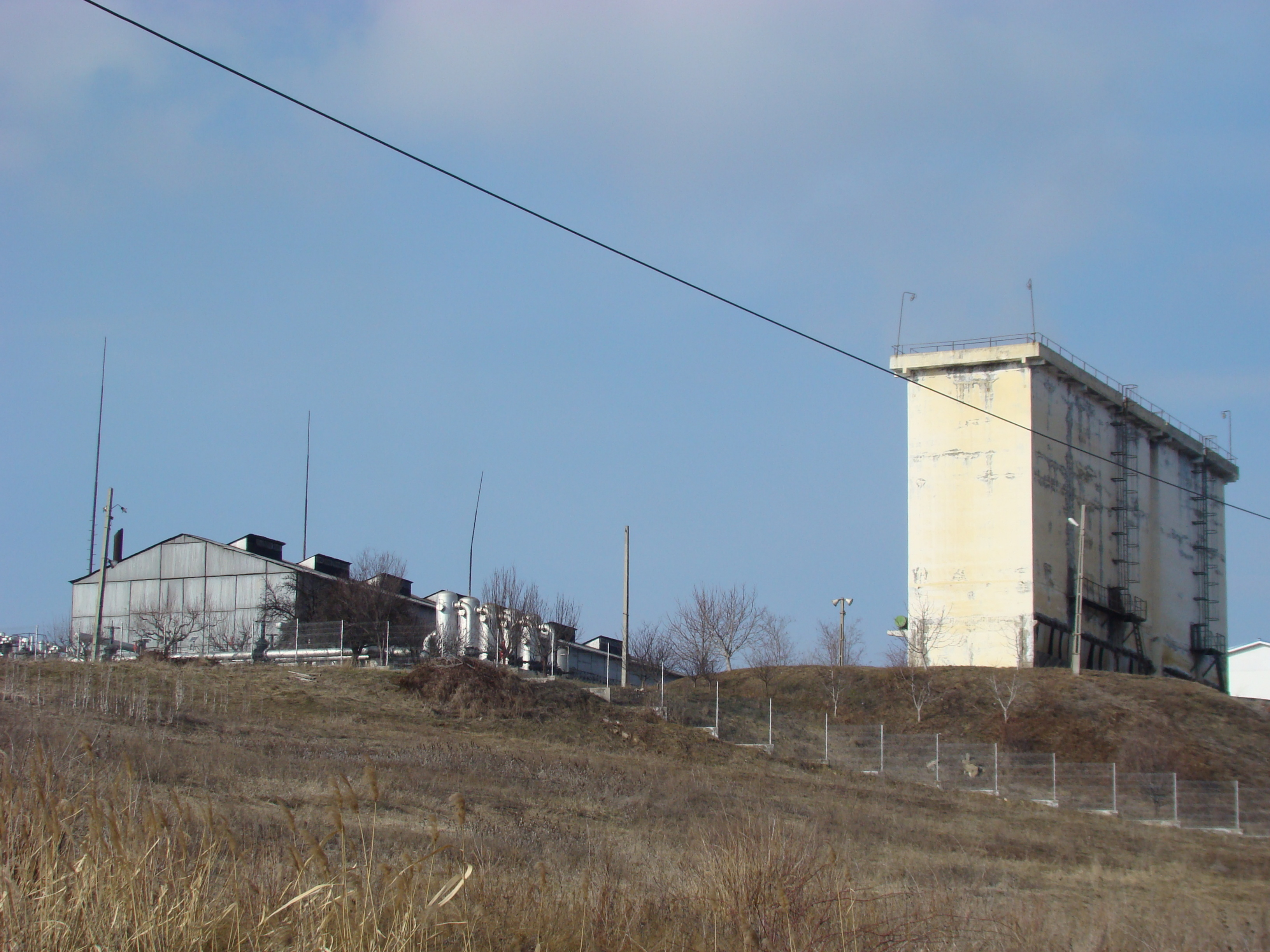
Stația de pompare a gazului metan extras din bogatul zăcământ de la Deleni
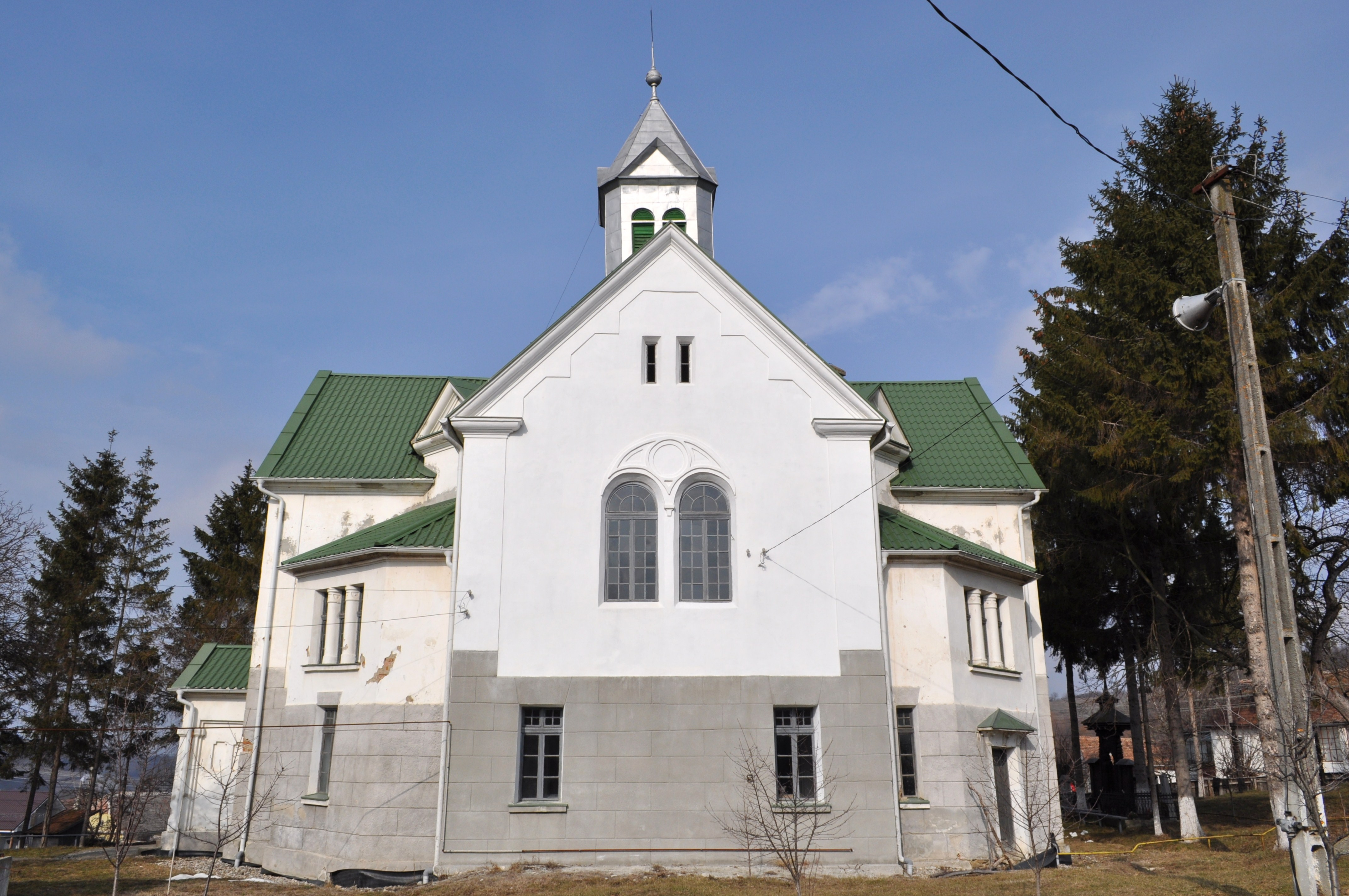
Biserica unitariană
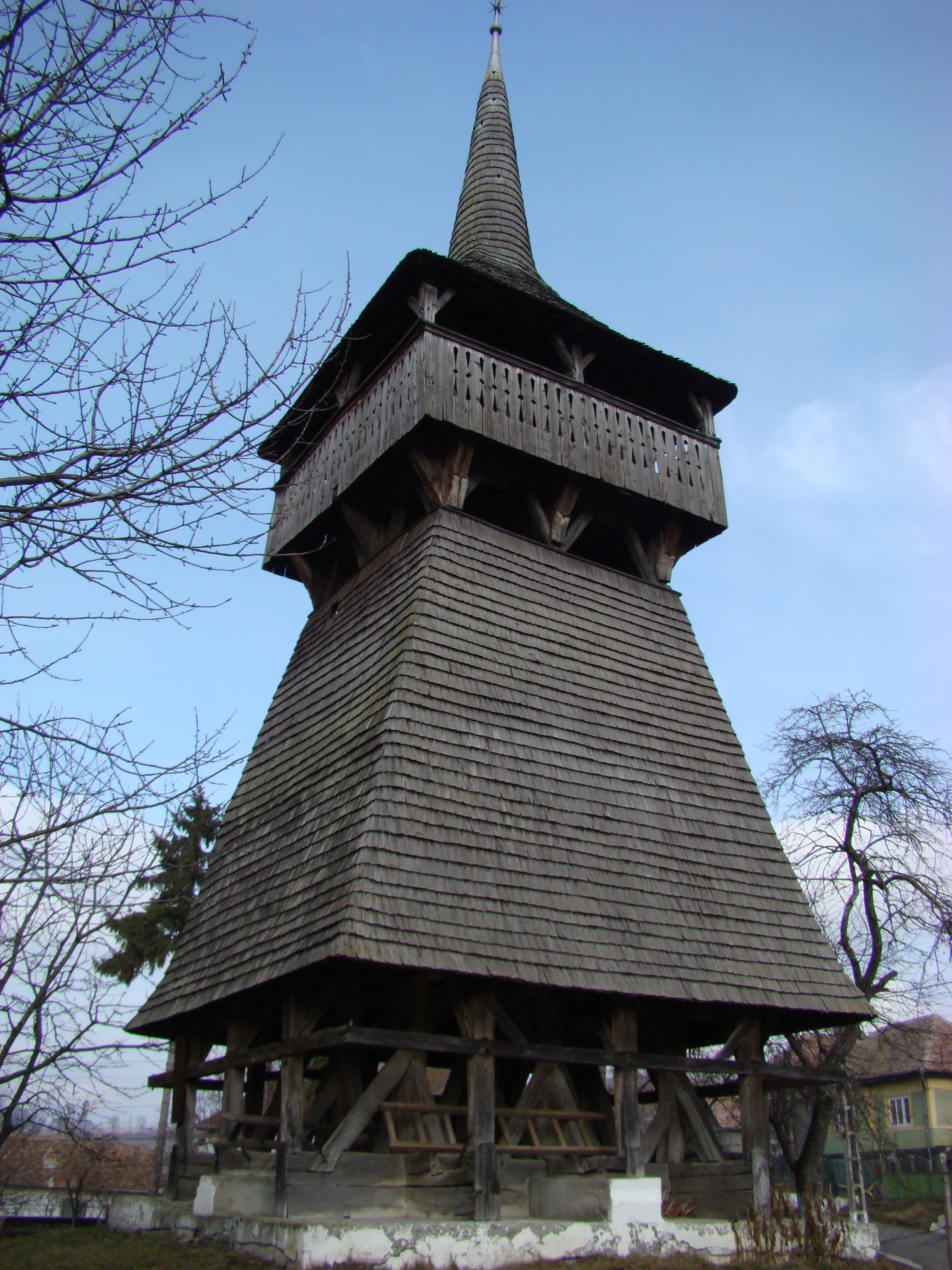
Clopotnița de lemn a bisericii unitariene, monument istoric
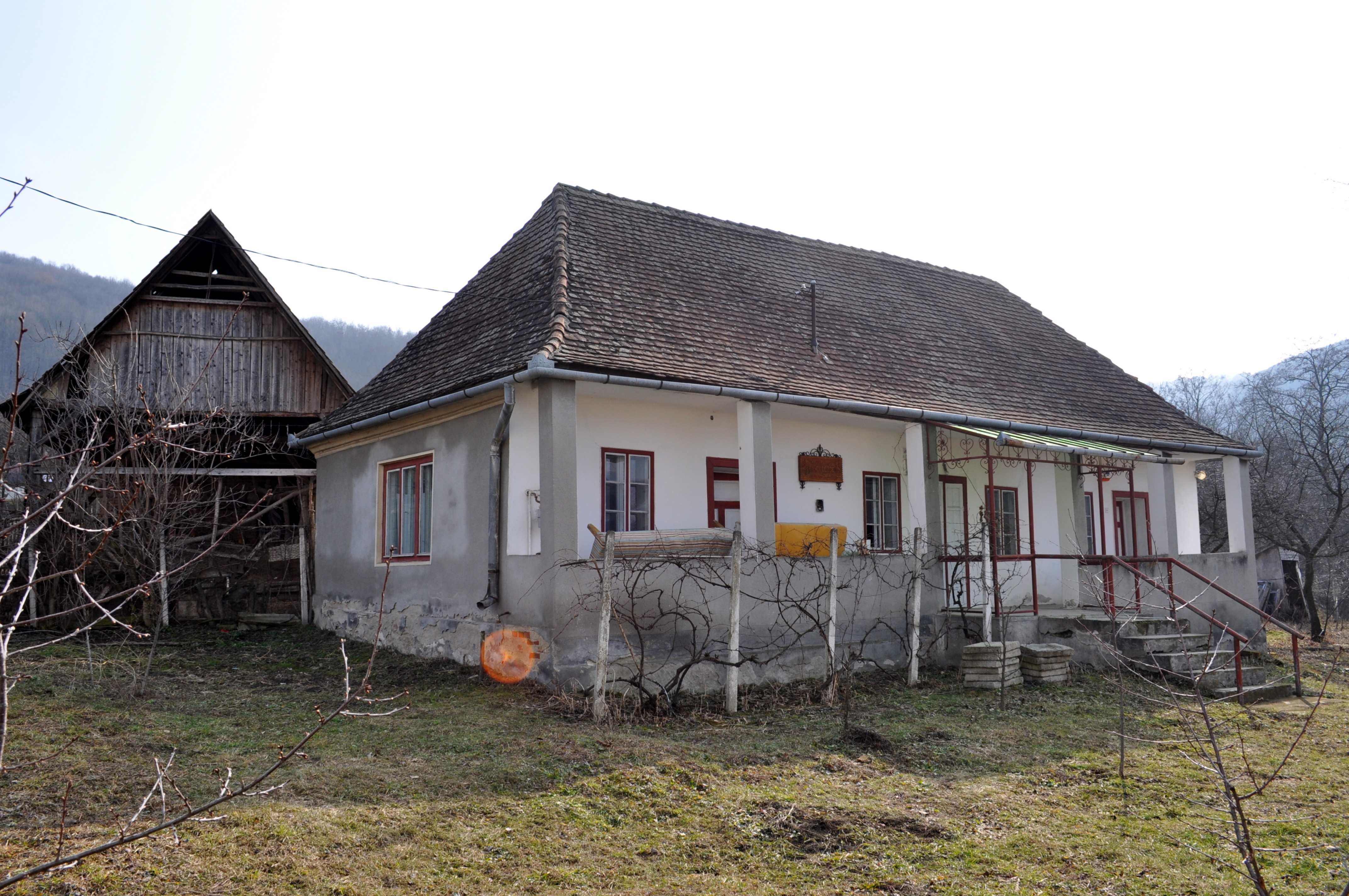
Muzeul etnografic sătesc